# Diimide
Pour les articles homonymes, voir H2N2.
Le diimide, est un composé inorganique de formule HN=NH. Les composés azo peuvent être considérés comme dérivés de ce composé par substitution des atomes d'hydrogène par des groupes organiques. Comme chaque atome d'azote porte un atome d'hydrogène, un doublet libre, et est lié à l'autre par une double liaison qui empêche la libre rotation d'axe N-N, le diimide existe en deux isomères, cis et trans.

## Histoire
Le diimide a été isolé pour la première fois par le chimiste allemand Nils Wiberg en 1972.

## Utilisations

### Hydrogénation
Le cis-diazène est un composé utile en synthèse organique ; il peut être utilisé pour hydrogéner un alcène ou un alcyne (et donc les réduire en alcane), avec une stéréosélectivité du côté où les hydrogènes viennent s'additionner.
Le résultat est le même type de stéréosélectivité que dans le cas d'une addition syn de dihydrogène, catalysée par un métal (hydrogénation catalytique). Les avantages d'une telle méthode de synthèse sont :
- pas de dihydrogène à pression élevée (avec des risques potentiels d'explosion);
- gaz relâchés inertes (principalement du diazote) ;
- pas d'utilisation de métaux coûteux (nickel de Raney, palladium, platine,…) pour catalyser la réaction.